# Abazón

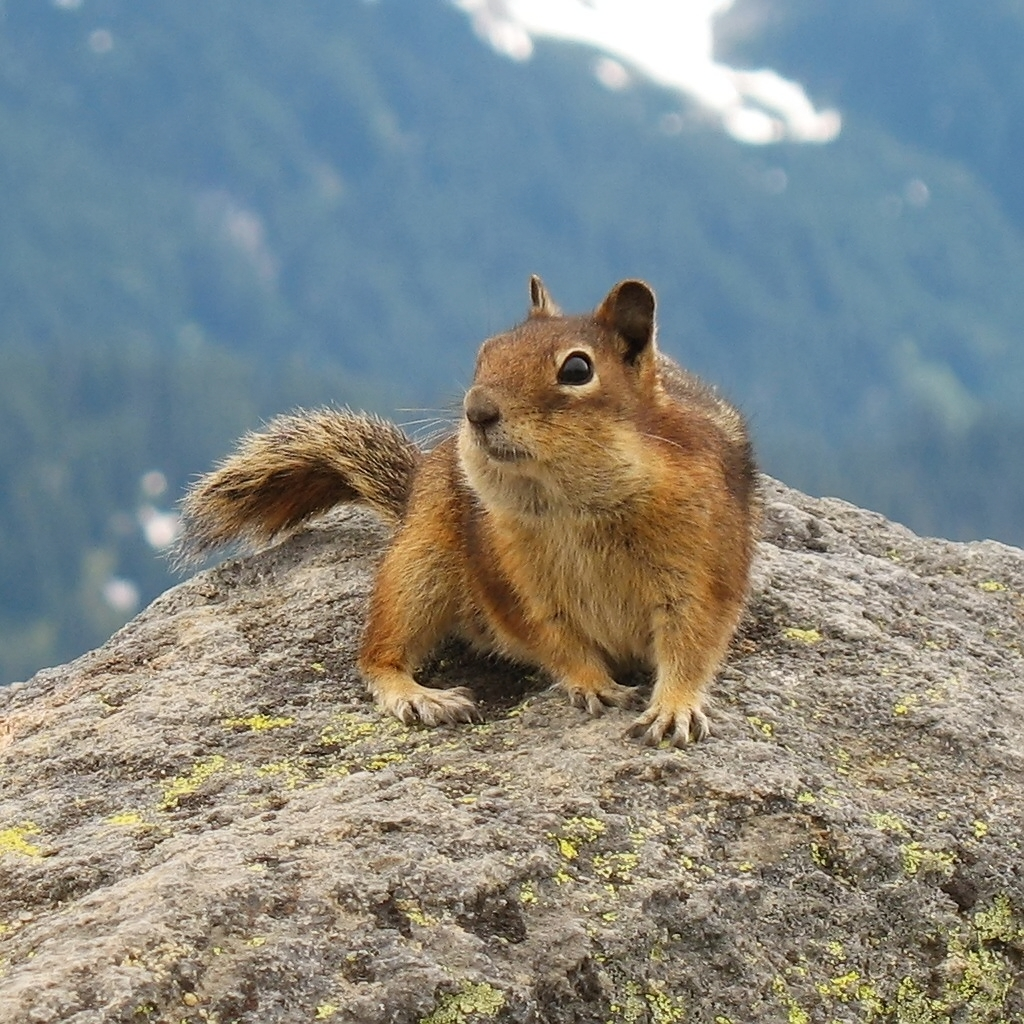
Ardilla terrestre con cada abazón lleno de comida

Se llama abazón a cada uno de los dos sacos o bolsas que tienen dentro de la boca ciertos mamíferos, como muchos monos y algunos roedores, para depositar los alimentos antes de masticarlos (como sucede en las tuzas y los hámsteres, por ejemplo). Su composición es muy parecida a la del tejido adiposo. En condiciones normales, guarda entre un 10 y un 20 % de las grasas necesarias. Comienza desde la comisura de la boca, y se extiende hasta el cuello.

## Función
Los animales con abazones usan estos para transportar alimento hasta sus madrigueras. Para vaciar un abazón, usan las patas delanteras, comprimiendo desde atrás hacia delante el contenido del saco. Es una porción de la boca en estos animales desprovista de glándulas, de modo que la digestión no es un proceso importante en su interior. Un hámster, por ejemplo, puede mantener sus abazones llenos de alimento por un día entero.

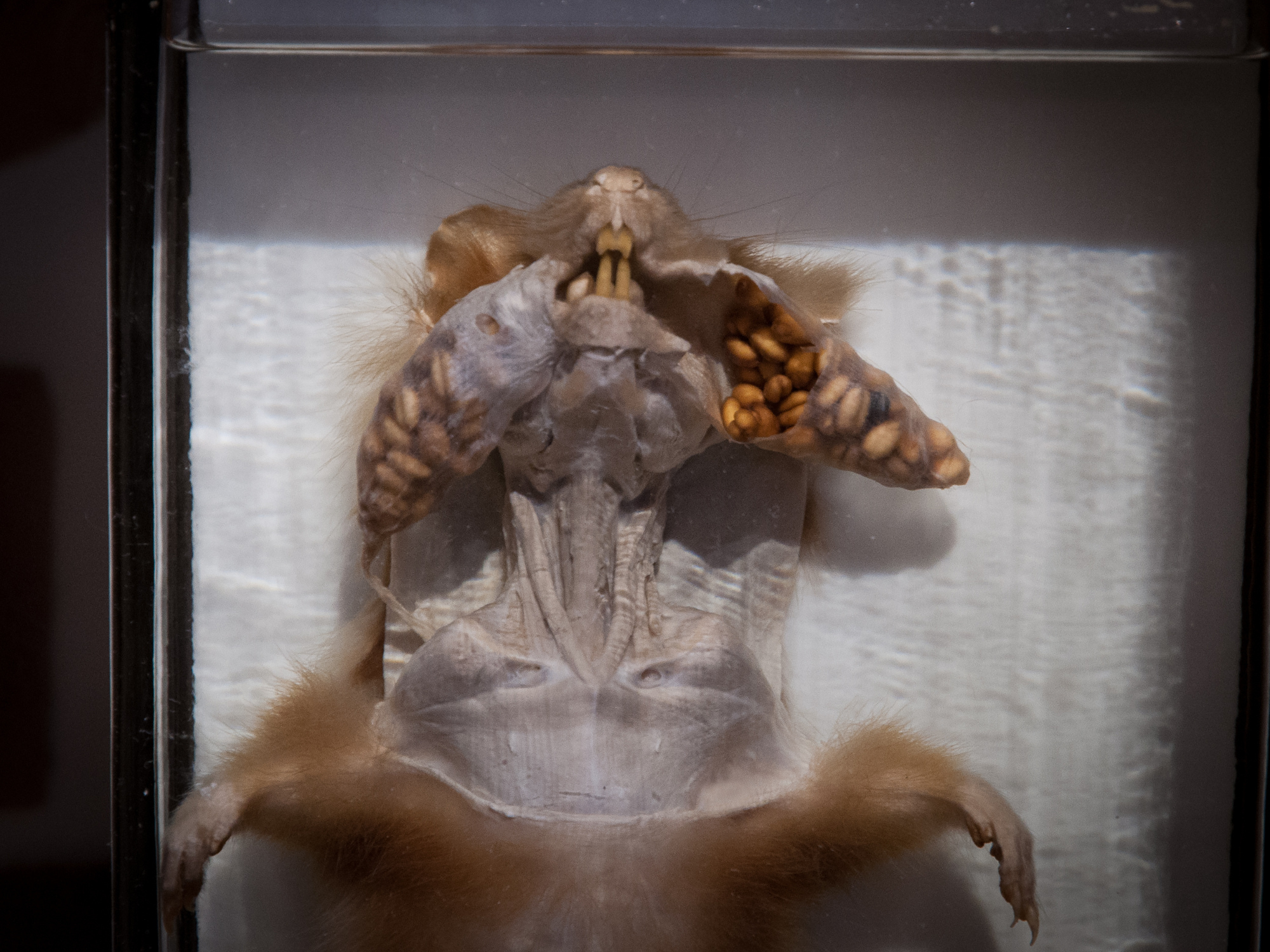
Abazones llenos de comida en un hámster europeo (Cricetus cricetus) disecado.

## Patologías

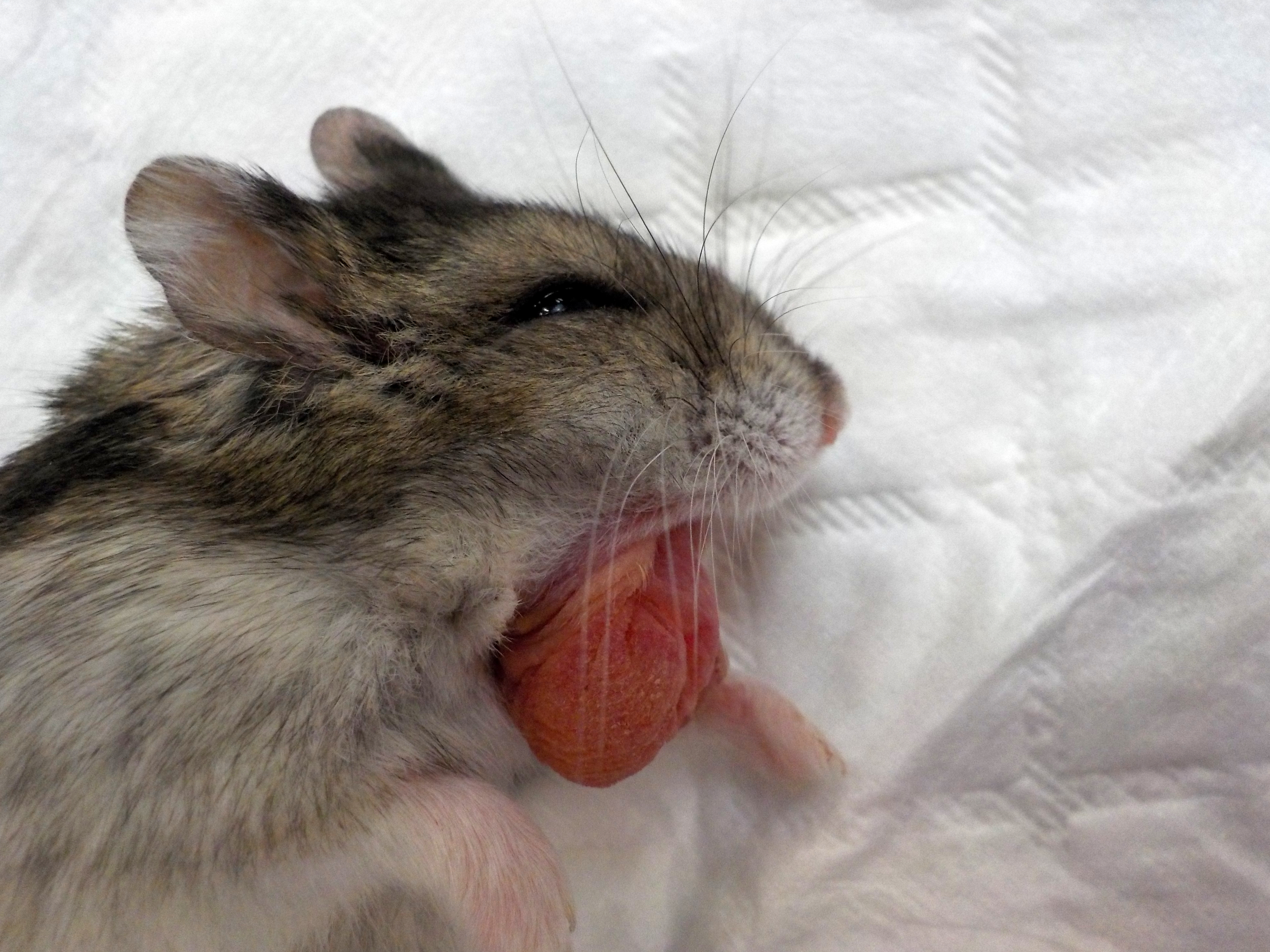
Eversión de abazón en un hámster.

Los abazones están expuestos a alimentos afilados y tropezones, lo cual puede causar infecciones o abscesos y, ocasionalmente, prolapso de la bolsa hacia el exterior. En estos casos, un curso de antibióticos, analgésicos y, con probable intervención quirúrgica, el animal se recupera con rapidez, en la mayoría de los casos, siendo capaz de comer después de la cirugía. Ocasionalmente, al llenar el abazón con demasiados alimentos secos, el contenido puede fermentarse en el interior al ser imposible para el animal vaciar la bolsa, causando obstrucción. El llenar el abazón con agua destilada tiende a solucionar el problema. En casos de anomalías de uno o ambos abazones, el animal se comporta nervioso, se rasca las mejillas y puede dejar de comer.